# 야카미정
야카미정(矢上町)은 일본 시마네현 오치군에 설치되었던 정이다. 현재의 오난정의 일부에 해당한다.